# Дидух

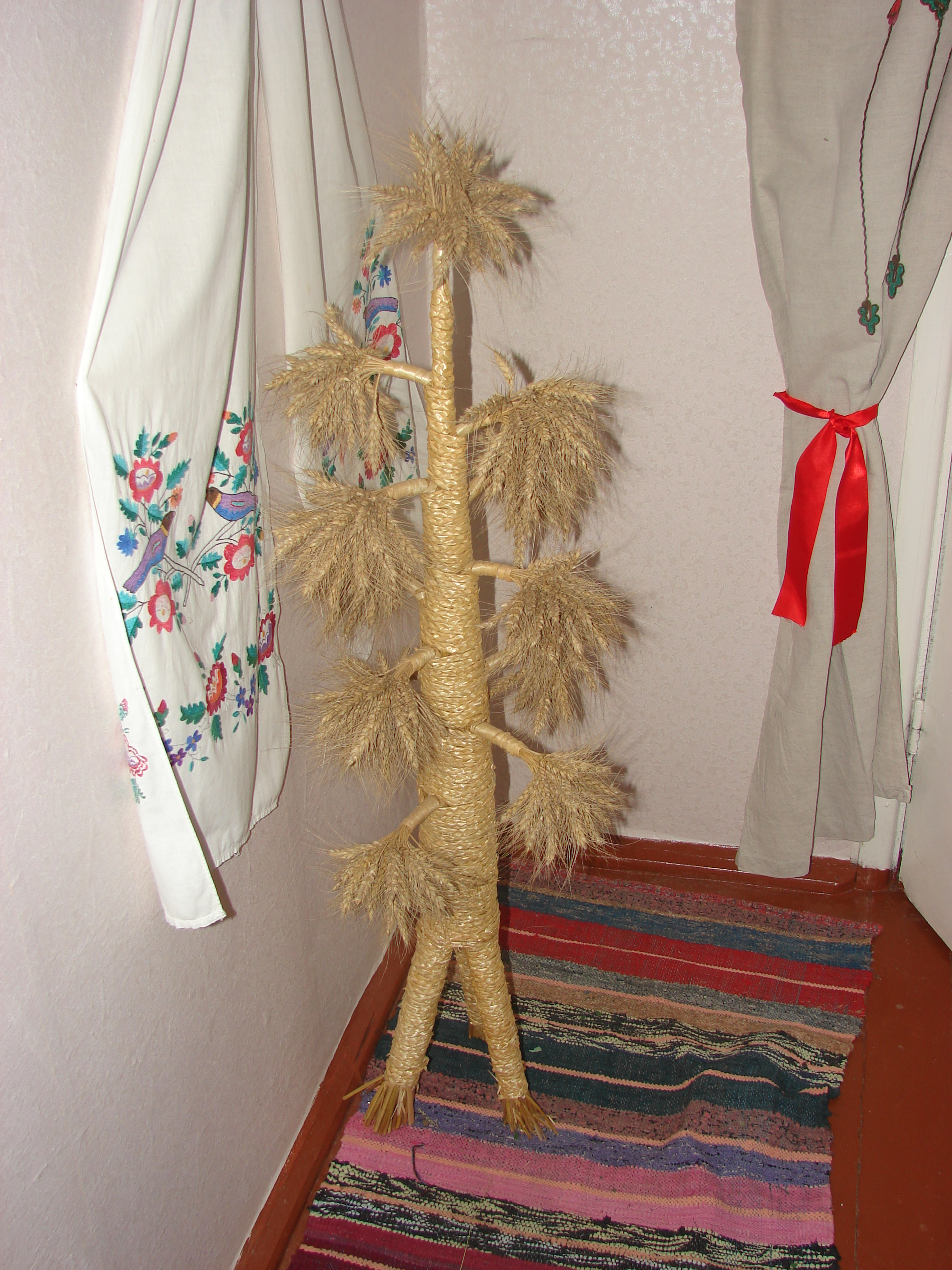
Дидух, школьный музей «Ясногородская светлица»

Диду́х (укр. дідух, дід, дідок, квітка) — в крестьянской культуре украинцев сноп ржи, стоявший на Рождество в углу, символизирующий дух опекуна хозяйства и покровителя рода. 
Этот сноп украшали разноцветными лентами. Стоял он до Водокрещей, после чего часть его оставляли на семена для весеннего сева, а часть отдавали на съедение корове или овцам.

## Символизм
Дидух — это дедовский дух, т. е. всех предков рода.
Первый или последний сноп или иная часть урожая имеет особое значение в большинстве земледельческих культур не только Европы, но и других частей света. Согласно наиболее распространённой среди этнографов версии (подробно изложено в труде Джеймса Фрэзера «Золотая ветвь»), он символизирует дух урожая (а не предков), который благодаря сохранению снопа и особым ритуалам, переносится от прошлого урожая к следующему. Другие объяснения этих традиций объясняются более поздними наслоениями, обусловленными изменениями в культуре и религии людей, которые этих традиций придерживаются.
Дидухом называют все то, что хозяин и его старший сын первыми приносят на Сочельник в дом — ржаной, пшеничный или овсяный сноп, который ставится хозяином в красный угол, вокруг него старшим сыном или хозяином на пол и на стол под скатерть стелется солома и сено.